# La Ville-aux-Bois-lès-Pontavert

La Ville-aux-Bois-lès-Pontavert este o comună în departamentul Aisne din nordul Franței. În 1 ianuarie 2022 avea o populație de 148 de locuitori.